# 新雷森迪
新雷森迪是巴西米纳斯吉拉斯州的一个市镇。总面积390.181平方公里，总人口14145人，人口密度36.3人/平方公里。